# Abetina di Laurenzana
Abetina di Laurenzana este o arie protejată (arie specială de conservare — SAC, sit de importanță comunitară — SCI) din Italia întinsă pe o suprafață de 324 ha, integral pe uscat.

## Localizare
Centrul sitului Abetina di Laurenzana este situat la coordonatele 40°24′27″N 15°56′39″E / 40.4075°N 15.9442°E.

## Înființare
Situl Abetina di Laurenzana a fost declarat sit de importanță comunitară în iunie 1995 pentru a proteja 38 de specii de animale. Situl a fost protejat și ca arie specială de conservare în septembrie 2013.

## Biodiversitate
Situată în ecoregiunea mediteraneană, aria protejată conține 2 habitate naturale: Păduri de fag din Apenini cu Abies alba și păduri de fag cu Abies nebrodensis, Păduri panonice-balcanice de stejar turcesc - stejar sesil.
La baza desemnării sitului se află mai multe specii protejate:
- păsări (35): uliu păsărar (Accipiter nisus), pițigoi codat (Aegithalos caudatus), cucuvea (Athene noctua), șorecarul comun (Buteo buteo), Certhia brachydactyla, porumbel gulerat (Columba palumbus), pițigoi albastru (Cyanistes caeruleus), ciocănitoare pestriță mare (Dendrocopos major), măcăleandru (Erithacus rubecula), muscar-gulerat (Ficedula albicollis), cinteză (Fringilla coelebs), gaiță (Garrulus glandarius), sfrâncioc roșiatic (Lanius collurio), Leiopicus medius, ciocârlie de pădure (Lullula arborea), privighetoare (Luscinia megarhynchos), prigoare (Merops apiaster), gaia roșie (Milvus milvus), grangur (Oriolus oriolus), pițigoi mare (Parus major), pițigoi de brădet (Periparus ater), pitulice de munte (Phylloscopus bonelli), pitulice de munte (Phylloscopus collybita), pitulice sfârâitoare (Phylloscopus sibilatrix), ciocănitoarea verde (Picus viridis), pițigoi sur (Poecile palustris), mugurarul (Pyrrhula pyrrhula), aușel sprâncenat (Regulus ignicapilla), țiclete (Sitta europaea), huhurez mic (Strix aluco), silvie cu cap negru (Sylvia atricapilla), pănțărușul (Troglodytes troglodytes), mierlă (Turdus merula), sturz-cântător (Turdus philomelos), sturzul de vâsc (Turdus viscivorus)
- amfibieni (1): Salamandrina terdigitata
- mamifere (1): lupul (Canis lupus)
- reptile (1): șarpele cu patru dungi (Elaphe quatuorlineata)

Pe lângă speciile protejate, pe teritoriul sitului au mai fost identificate 45 de specii de plante, 3 specii de amfibieni, 8 specii de mamifere, 2 specii de reptile.